# Співпроцесор

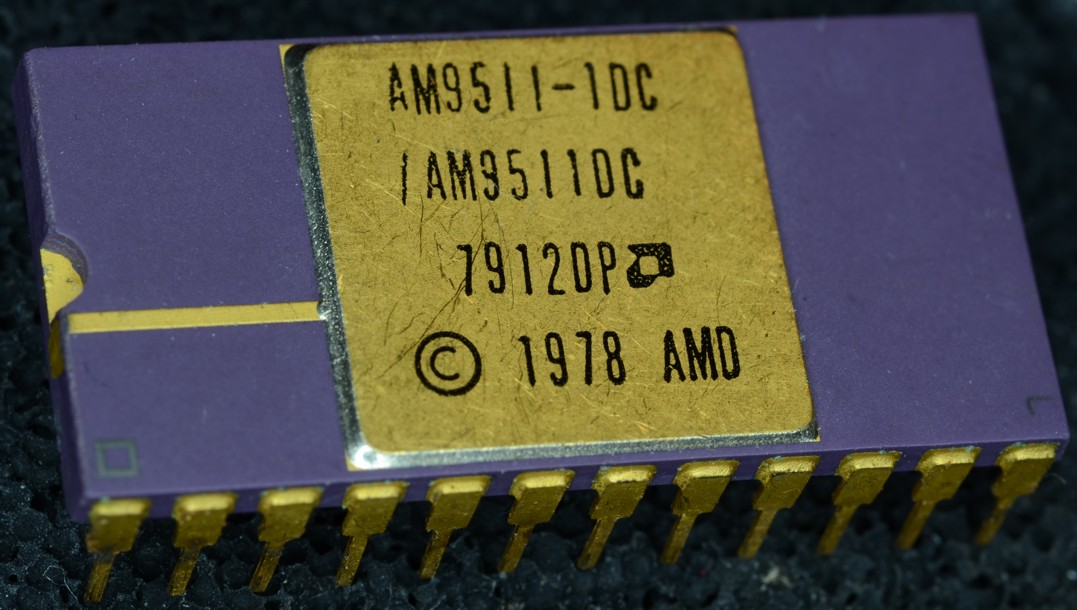
Арифметичний співпроцесор AM9511-1

Співпроцéсор, копроцесор (англ. coprocessor) — спеціалізований процесор, який доповнює функціональні можливості основного процесора. Операціями, що виконуються на співпроцесорі, може бути арифметика з числами з рухомою комою, комп'ютерна графіка, обробка сигналів, обробка тексту, шифрування чи комунікація з периферійними пристроями. Делегуючи ресурсоємні завдання співпроцесорам, центральний процесор покращує свою продуктивність. Також співпроцесори дозволяють тюнінгувати серію комп'ютерів, так що користувачі, яким не потрібна додаткова продуктивність, не змушені будуть платити за неї.

## Зноски
1. ↑  coprocessor // Англійсько-український словник з математики та інформатики / уклад. Є. Мейнарович, М. Кратко. — 2010.